# Mesobuthus
Mesobuthus je rod štírů čeledi Buthidae popsaný roku 1950 profesorem Vachonem. Obsahuje dvanáct druhů. Jedná se o velké pouštní štíry. Rod je rozšířen ve východní části Evropy a Asii. Tito štíři nejsou příliš jedovatí. Nejjedovatějším druhem je asi Mesobuthus martensii, ale není tak jedovatý, aby usmrtil člověka. Bodnutí je ale bolestivé. V Česku je nejčastěji chovaným druhem Mesobuthus gibbosus. U některých druhů se vyskytuje kanibalismus u mláďat a zřídka i u dospělců. Největší riziko kanibalismu je u Mesobuthus eupeus a naopak nejmenší u Mesobuthus martensii. Rod Mesobuthus obývá suché lokality s minimem vegetace.
Do tohoto rodu patřil i štír Mesobuthus tamulus se silným a nebezpečným jedem, ale byl přesunut do rodu Hottentotta.

## Druhy
- Mesobuthus agnetis (Werner, 1936) – štír ztracený
- Mesobuthus caucasicus (Nordmann, 1840)
- Mesobuthus cyprius Gantenbein & Kropf, 2000 – štír kyperský
- Mesobuthus eupeus (C.L. Koch, 1839) – štír středoasijský
- Mesobuthus extremus (Werner, 1936)
- Mesobuthus gibbosus (Brulli, 1832) – štír egejský
- Mesobuthus hendersoni (Pocock, 1900) – štír Hendersonův
- Mesobuthus macmahoni (Pocock, 1900)
- Mesobuthus martensii (Karsch, 1879) – štír Martensův
- Mesobuthus nigrocinctus (Ehrenberg, 1828)
- Mesobuthus songi Lourenço, Qi & Zhu, 2005
- Mesobuthus vesiculatus (Pocock, 1899) – štír velkohrotý